# Casa Juncosa (Olot)
La Casa Juncosa és un habitatge a la ciutat d'Olot (Garrotxa) protegit com a bé cultural d'interès local. Típic edifici exemple de l'arquitectura domèstica inspirada en el classicisme francès, corrent que venia d'abans, però que es vigoritzà durant el noucentisme. Es tracta d'un calet voltat de jardí. La planta de la casa és rectangular però té una sèrie de cossos que sobresurten de l'edifici principal. Aquests cossos són, en l'entrada, rectangulars i els altres de forma semicircular. La casa consta de planta baixa, primer pis i entresolat. L'edifici en general utilitzà estilemes de l'arquitectura clàssica.